# Hilde Sicks
Hilde Sicks (* 25. November 1920 in Hamburg; † 31. Juli 2007 ebenda) war eine deutsche  Volksschauspielerin und Hörspielsprecherin, die insbesondere durch ihre über 250 Rollen am Hamburger Ohnsorg-Theater sowie viele Gastspiele und Fernsehübertragungen des Theaters im NDR auch bundesweit einem größeren Publikum bekannt geworden ist.

## Biografie
Ihre Schauspielausbildung erhielt sie 1943 bei Eduard Marks, nachdem sie zuvor eine kaufmännische Lehre abgeschlossen hatte. Am 6. Oktober 1945 hatte sie in dem Stück De politisch Kannengeeter ihren ersten Auftritt bei Richard Ohnsorg an der Niederdeutschen Bühne Hamburg, dem späteren Ohnsorg-Theater; ihre Rolle bestand aus sechs Sätzen. Ein Jahr später spielte sie bereits ihre erste Hauptrolle. Am 13. März 1954 sah man sie schon in der ersten Fernsehübertragung aus dem Ohnsorg-Theater in Seine Majestät Gustav Krause neben Walter Scherau, Heidi Kabel und Otto Lüthje auf dem Bildschirm. Sie war das dienstälteste aktive Ensemblemitglied. In dem Stück De Queen vun Quekenbüttel feierte Hilde Sicks im Februar 2006 ihr 60. Bühnenjubiläum am Ohnsorg-Theater.
Sie wirkte auch in zahlreichen Fernsehproduktionen mit, wie z. B. in den Fernsehserien Hafenpolizei mit Lothar Grützner (1964) und Hafenkrankenhaus mit Anneli Granget (1968) in der Hauptrolle oder im selben Jahr als Mrs. Weber in Otto und die nackte Welle mit Otto Lüthje, Heidi Kabel, Henry Vahl, Heidi Mahler, Erwin Wirschaz, Heini Kaufeld, Ernst Grabbe und Heinz Lanker. Besonders beliebt waren ihre Rollen als Wirtin in der NDR-Fernsehserie Haifischbar an der Seite ihrer Ohnsorg-Kollegen Ernst Grabbe und Günter Lüdke und als Oma Anni in der Fernseh-Comedy Die Ohnsorgs.

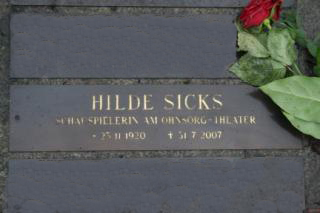
Hilde Sicks’ Grabplatte auf dem Friedhof Ohlsdorf

1977 kam sie zu einem Gastspiel ans Volkstheater Frankfurt. In einer Inszenierung des Schwanks Alt-Frankfurt spielte sie die Rolle der Euphrosine Muffel, die einzige Person des Stückes, die nicht Frankfurter Dialekt spricht, sondern hochdeutsch. Die Produktion wurde vom Hessischen Rundfunk für das Fernsehen aufgezeichnet.
Im Mai 2006 stand Hilde Sicks das letzte Mal auf der Bühne. Ende Juli 2007 starb sie im Alter von 86 Jahren nach langer schwerer Krankheit in Hamburg und wurde auf dem Friedhof Ohlsdorf beigesetzt. Sie ruht in der „Baumgräber“ genannten Anlage in Planquadrat Bm 58. Im Mai 2017 beschloss der Hamburger Senat die Benennung eines Verbindungswegs zwischen der Ifflandstraße und dem Mühlendamm im Stadtteil Hohenfelde in Hilde-Sicks-Weg.

## Aufzeichnungen aus dem Ohnsorg-Theater (Auswahl)
- 1954: Seine Majestät Gustav Krause
- 1958: Zwei Kisten Rum
- 1961: In Luv und Lee die Liebe
- 1964: Das Hörrohr
- 1966: Kein Auskommen mit dem Einkommen
- 1966: Diederk soll heiraten
- 1966: Die Königin von Honolulu
- 1966: Allzumal Sünder
- 1968: Zwei Kisten Rum
- 1969: Schneider Nörig
- 1970: Trautes Heim
- 1970: Schmuggelbrüder
- 1970: Mensch sein muß der Mensch
- 1971: Mein Mann, der fährt zur See
- 1973: Das Hörrohr
- 1974: Tratsch im Treppenhaus
- 1974: Der schönste Mann von der Reeperbahn
- 1976: Wenn der Hahn kräht
- 1976: Atschüß, Tante Emma!
- 1977: Rum aus Jamaica
- 1979: Ein Mann mit Charakter
- 1987: Was rastet, das kostet
- 1995: Der Bürgermeisterstuhl
- 2000: Morgen wird alles anders

## Hörspiele
- 1946: Hallo üm de Koh – Regie: Curt Becker
- 1950: Swienskomödi – Regie: Hans Freundt
- 1950: Mudder Mews – Regie: Hans Freundt
- 1950: Nasommer – Regie: Hans Freundt
- 1950: Lünkenlarm – Regie: Hans Freundt
- 1950: Johannes Brahms – Regie: Hans Freundt
- 1951: Blomen un Unkruut – Regie: Hans Freundt
- 1951: Thies un Ose – Regie: Hans Freundt
- 1951: De dütsche Michel – Regie: Hans Freundt
- 1951: Ünner een Dack – Regie: Hans Freundt
- 1951: Wat waard hier späält? – Regie: Werner Perrey
- 1951: Alltomal Sünner – Regie: Werner Perrey
- 1951: De Fundunnerslagung – Regie: Werner Perrey
- 1951: Kristoffer Kolumbus – Regie: Hans Freundt
- 1952: Heimotluft – Regie: Hans Freundt
- 1952: De Pott is twei (Niederdeutsche Version von Der zerbrochne Krug von Heinrich von Kleist, in einer Bearbeitung von Albert Mähl) – Regie: Hans Freundt
- 1952: Hüüt kummt Vadder ok mol an de Luft! – Regie: Hans Freundt
- 1952: Allns üm de Deern – Regie: Hans Freundt
- 1952: Een Sommerdag – Regie: Hans Freundt
- 1952: In Luv und Lee die Liebe – Regie: Hans Freundt
- 1952: Zitronenjette – Regie: Günter Jansen
- 1952: De grote Krink – Regie: Hans Freundt
- 1952: De dütsche Slömer – Regie: Hans Freundt
- 1952: Leewen Beseuk – Regie: Hans Freundt
- 1952: De nige Bessen! – Regie: Hans Freundt
- 1953: Dat Brannwien-Duwell – Regie: Günter Jansen
- 1953: Swatten Peter – Regie: Günter Jansen
- 1953: Rungholt – Schicksalstag der Stadt am Meer – Regie: Günter Jansen
- 1953: Wat wullt dar an maken ...? – Regie: Günter Jansen
- 1953: Geert Jensen söcht den Minschen – Regie: Günter Jansen
- 1953: De Königin incognito – Regie: Günter Jansen
- 1953: Vertruun – Regie: Günter Jansen
- 1953: Betty geiht en eegen Weg – Regie: Günter Jansen
- 1953: En Swien geiht üm – Regie: Günter Jansen
- 1953: Alltomal Sünner – Regie: Werner Perrey
- 1954: Wo de Welt to Enn is – Regie: Hans Tügel
- 1954: Duppelhochtied – Regie: Günter Jansen
- 1954: Greta – Regie: Günter Jansen
- 1954: Mit Stappenbeck stimmt wat nich! – Regie: Hans Tügel
- 1954: Oold Isen – Regie: Hans Tügel
- 1954: De Weg na Huus – Regie: Günter Jansen
- 1954: Stine maakt Nachtschicht – Regie: Günter Jansen
- 1954: Ringeldanz un Rosenkranz – Regie: Günter Jansen
- 1954: Meist as ehr Mudder – Regie: Hans Tügel
- 1954: Nimm mich mit, Kapitän – Regie: Günter Jansen
- 1954: Ostenwind – Regie: Günter Jansen
- 1954: Spuren in'n Snee! – Regie: Günter Jansen
- 1955: Driewsand – Regie: Hans Tügel
- 1955: Uwe un Ebba – Regie: Günter Jansen
- 1955: Blot nich old wesen! – Regie: Günter Jansen
- 1955: Dor harr'n Uhl seten – Regie: Günter Jansen
- 1955: Eers mal Regen – denn de Sünn! – Regie: Günter Jansen
- 1955: De drieste Voß – Regie: Günter Jansen
- 1955: Alleen laten – Regie: Günter Jansen
- 1955: De Drehherrenkoppel – Regie: Günter Jansen
- 1955: Dat Spill von de Hilligen Dree Könige – Regie: Hans Mahler
- 1955: De ole Schoolmester – Regie: Günter Jansen
- 1956: Modder ehr oll Geethann – Regie: Günter Jansen
- 1956: De Lots – Regie: Günter Jansen
- 1956: Fritz Stavenhagen – Regie: Hans Tügel
- 1956: De vun'n Weg afkümmt – Regie: Hans Tügel
- 1956: Stratenmusik – Regie: Hans Tügel
- 1957: Söben mol teihn – Regie: Günter Jansen
- 1957: Deerten makt sik'n Hög – Regie: Günter Jansen
- 1957: To froh un to last – Regie: Günter Jansen
- 1957: Leege Lüd – Regie: Günter Jansen
- 1957: Mudder is verreist – Regie: Günter Jansen
- 1957: Stött di nich an de Nees, Hannes – Regie: Günter Jansen
- 1957: Kaspar Troll – Regie: Hans Tügel
- 1957: Pinkerton – Regie: Günter Jansen
- 1958: Kattengold – Regie: Hans Tügel
- 1958: Karussell för di un mi – Regie: Günter Jansen
- 1958: Ein unbedachter Kauf (1. Teil) – Regie: Gernot Weitzl
- 1958: Gestohlene Ware (2. Folge: Das Loch in der Zeitung) – Regie: Gernot Weitzl
- 1958: De Daag ward kötter – Regie: Günter Jansen
- 1958: Ein seltener Fund (2. Teil: Spuren der Vergangenheit) – Regie: Gernot Weitzl
- 1959: De Strohwitwer – Regie: Otto Lüthje
- 1959: De Geburtsdagsgav – Regie: Hartwig Sievers
- 1959: Vun den Padd af – Regie: Hans Tügel
- 1961: Besök in de Vergangenheit – Regie: Otto Lüthje
- 1961: Snieder Nörig – Regie: Hans Tügel
- 1961: Storm in de Nacht – Regie: Heinz Lanker
- 1961: Ünner de Klock – Regie: Otto Lüthje
- 1962: Fischernetten – Regie: Günther Siegmund
- 1962: Keen Platz in't Hus – Regie: Rudolf Beiswanger
- 1962: Een ward fehlen ... – Regie: Curt Timm
- 1962: Besöök op Mettenwarft – Regie: Otto Lüthje
- 1962: Leentje Marten – Regie: Heinz Lanker
- 1962: De Deenstplan – Regie: Curt Timm
- 1963: De Püjazz – Regie: Hans Mahler
- 1963: De Bremer Stadtmuskanten – Regie: Hans Tügel, Jutta Zech
- 1963: Spöök vun güstern – Regie: Hans Tügel
- 1963: Gegen de Vörschrift – Regie: Curt Timm
- 1963: Dat Wienglas – Regie: Hans Tügel
- 1964: Dat Arvdeel – Regie: Otto Lüthje
- 1964: De Dintenfisch – Regie: Hermann Lenschau
- 1964: Schalterdeenst – Regie: Curt Timm
- 1965: De gröne Muskant – Regie: Curt Timm
- 1965: De Deef – Regie: Hans Tügel
- 1965: Sophie 7 – Regie: Rudolf Beiswanger
- 1965: De sanfte Liese – Regie: Hermann Lenschau
- 1965: Ole Kunst un junge Leev – Regie: Heinz Lanker
- 1965: Kramer Kray – Regie: Günther Siegmund
- 1965: Dat Sofaküssen – Regie: Günther Siegmund
- 1966: De Peppermöhl (aus der Reihe Niederdeutsches Kabarett) – Regie: Hermann Lenschau
- 1966: De Paradiesappeln – Regie: Günther Siegmund
- 1966: Dat Lock in de Gerechtigkeit – Regie: Hans Tügel
- 1966: Steen op'n Weg – Regie: Heinz Lanker
- 1966: Twee Kisten Rum – Regie: Heini Kaufeld
- 1966: De hölten Deern – Regie: Günther Siegmund
- 1966: Dat Deenstbook – Regie: Heini Kaufeld
- 1966: Lünkenlarm – Regie: Hans Tügel
- 1966: Dat Sympathiemiddel – Regie: Curt Timm
- 1966: De swarte Hahn – Regie: Curt Timm
- 1966: Palmarum Sössteihn – Regie: Curt Timm
- 1966: De Duppelkur – Regie: Heinz Lanker
- 1966: De Wegg torügg – Regie: Curt Timm
- 1966: Sylvester – Regie: Heinz Lanker
- 1967: De Nixenkomödie – Regie: Hermann Lenschau
- 1967: Schatten vun güstern – Regie: Günther Siegmund
- 1967: Dor deit sick wat – Regie: Heini Kaufeld
- 1967: Dat nige Kleed – Regie: Günther Siegmund
- 1967: De Düppler Sturmmarsch – Regie: Hans Tügel
- 1967: De mit dat Teken – Regie: Curt Timm
- 1967: De Arvschopp – Regie: Günter Jansen
- 1967: Op egen Räken – Regie: Rudolf Beiswanger
- 1967: Dat weer de Nachtigall, de sung – Regie: Curt Timm
- 1967: De Keunigin von Honolulu – Regie: Günther Siegmund
- 1968: Strudels – Regie: Günter Jansen
- 1968: Wokeen hett schaten? – Regie: Heinz Lanker
- 1968: De Lüd vun Norderstrand – Regie: Heini Kaufeld
- 1968: Solotouren – Regie: Heinz Lanker
- 1968: De Proov – Regie: Rudolf Beiswanger
- 1968: Vergeten will Kriemhilde nich – Regie: Curt Timm
- 1968: To laat – Regie: Heinz Lanker
- 1969: Anstahn – Regie: Curt Timm
- 1969: De Pietsch – Regie: Heini Kaufeld
- 1969: Kuckuckseier – Regie: Günther Siegmund
- 1969: Mit frömde Papiern – Regie: Jutta Zech, Curt Timm
- 1969: ... un syne Frau – Regie: Rudolf Beiswanger
- 1969: Dat niege Klavier – Regie: Hans Tügel
- 1969: Dat Argernis – Regie: Heinz Lanker
- 1970: Storm üm't Hus – Regie: Curt Timm
- 1970: Elkeen för sick – Regie: Jochen Schenck
- 1970: Dat Testamentexamen – Regie: Heinz Lanker
- 1970: De Weltünnergang – Regie: Curt Timm
- 1970: Dat Patentrezept – Regie: Hans Tügel
- 1970: Dat Wunnermittel – Regie: Hans Tügel
- 1971: Dat stahlen Glück – Regie: Curt Timm
- 1971: Rebbel dat Bettlaken op – Regie: Günter Jansen
- 1971: De Slankheitskur – Regie: Karl-Heinz Kreienbaum
- 1972: Op de Ledder – Regie: Curt Timm
- 1972: Urlaubsbesöök – Regie: Günter Jansen
- 1972: Lanterne – Regie: Heinz Lanker
- 1972: Verlorn Drööm – Regie: Curt Timm
- 1973: De Schrittmaker – Regie: Heinz Lanker
- 1973: Millionär in't Hus – Regie: Rudolf Beiswanger
- 1977: Mank Möhlsteen – Regie: Curt Timm
- 1984: Der Daddelautomat – Regie: Jasper Vogt
- 1987: Een op'n Böön – Regie: Michael Leinert
- 1991: Schuld is blots de Wiehnachtsboom – Regie: Walter A. Kreye
- 1992: Botterbrot – Regie: Jochen Schütt
- 1994: De dree olen Damen un de fröme Chinees – Regie: Wolf Rahtjen
- 1999: Großstadtindianer (4. Teil: Im Dutzend Vergiftungsgefahr) Regie: Hans Helge Ott
- 1999: Großstadtindianer (5. Teil: Anzeige gegen Unbekannt) Regie: Hans Helge Ott
- 1999: Seenebel – Regie: Stefan Dutt
- 1999: Grönkohleten – Regie: Frank Grupe
- 2000: Swien höden – Bearbeitung und Regie: Hans Helge Ott
- 2001: Stopp!! (5. Teil: Mallorca in der Klemme) – Autor und Regie: Hans Helge Ott
- 2001: Lennart und die Wunderwette – Regie: Hans Helge Ott
- 2002: Wer rettet Smörre? Ein neuer Fall für Kalle Blomquist – Regie: Hans Helge Ott

## Filmografie (Auswahl)
- 1964: Hafenpolizei – Der Heuler
- 1968: Otto und die nackte Welle

## Auszeichnungen
Am 7. Januar 2001 wurde Hilde Sicks vom Senat der Freien und Hansestadt Hamburg zu ihrem 80. Geburtstag mit der Biermann-Ratjen-Medaille für ihre künstlerischen Verdienste um die Stadt Hamburg geehrt. Ferner erhielt sie die Ehrenmitgliedschaft des Ohnsorg-Theaters.